# جيف كايزر
جيف كايزر (بالإنجليزية: Jeff Kaiser)‏ هو لاعب كرة قاعدة أمريكي، ولد في 24 يوليو 1960 في وايندوت في الولايات المتحدة.

## وصلات خارجية
- جيف كايزر على موقعبيزبول رفرنس.كوم (الدوري الرئيسي) (الإنجليزية)
- جيف كايزر على موقعبيزبول رفرنس.كوم (الدوري الثانوي) (الإنجليزية)